# 青木亮人
青木 亮人（あおき まこと、1974年 - ）は、近現代俳句研究者。愛媛大学教育学部教授。学術研究では正岡子規、高浜虚子、山口誓子等の近代俳人に加えて日本統治時代の台湾俳句、また季語と定型による俳句作品独特の特徴や本質を論じ、評論・エッセイでは室町連歌から江戸俳諧に至る古典や現存俳人を含む近現代俳句全般を扱っている。

## 経歴
北海道小樽市生まれ。北海道小樽潮陵高等学校卒業後、同志社大学文学部文化学科国文学専攻を卒業。同大学院博士前期課程、同大学院博士後期課程修了。文学博士（国文学）。
中高校生の頃に文学作品を読むうち、松尾芭蕉や高浜虚子、西東三鬼等の俳句に興味を持ち、大学院進学後に本格的に俳句を研究し始める。学部の卒業論文は村上春樹だった。大学院では近代俳句の祖である正岡子規及び子規派を研究し、革新的とされた彼らのどの点が斬新だったかを、評価の定まった現代の価値観から捉えるのではなく、旧弊と批判された俳諧宗匠らの作風や価値観と比較することで当時の子規派の新鮮さを浮き彫りにしている。
2008年、正岡子規と心理学関連の学術論文で若手研究者を対象とする柿衞賞を受賞。同志社国際中学校・高等学校、同志社大学、京都橘大学、京都精華大学、滋賀大学の非常勤講師を経て2012年秋に愛媛大学教育学部准教授に赴任。2015年、評論集『その眼、俳人につき』で第30回愛媛出版文化賞大賞、及び第29回俳人協会評論新人賞を同時受賞。同年に「明治期俳句革新における「写生」の内実について」で第1回俳人協会新鋭評論賞を受賞。2019年、評論集『近代俳句の諸相』で第33回俳人協会評論賞を受賞した。
俳句ジャンルは研究と実作の世界が近いため、学術研究以外にも各俳句雑誌や商業誌で評論、エッセイを発表し続けることで明治期から現在に至る俳句評論を展開している。総合誌とされる出版社商業誌では「俳壇」「俳句四季」「俳句界」「ＮＨＫ俳句」「俳句」、俳句結社誌では「氷室」「円虹」「静かな場所」「翔臨」「円座」「白茅」「子規新報」「100年俳句計画」「栴檀」等で連載を担当し（連載中含む）、及び「現代詩手帖」「朝日新聞」で俳句時評連載を担当した。
また、テレビやラジオ、イベント等の出演を通じて俳句の魅力や特徴を研究者の立場から発信している。NHK関連では「NHK俳句」「ＮＨＫカルチャーラジオ　俳句の変革者たち」「四国えかとこ！ 生誕150年正岡子規」「俳句王国がゆく」「あさイチ！」に、民放では「秘密のケンミンSHOW極 2時間SP」等に出演し、「安住紳一郎の日曜天国」「クイズあなたは小学５年生より賢いの？」等では俳句関係のコメント提供や監修を担当することで研究成果を一般の視聴者向けに伝えている。
同時に、戦前期の台湾、満州、シンガポール等のアジア各地、またドイツ、フランス、イギリス等のヨーロッパ各地の日本語俳句研究、及びアメリカ西海岸の日系移民強制収容所内で発行された雑誌掲載の俳句・短歌作品や日本統治時代の台湾俳句を研究するなど、戦前期に海外へ渡った俳句の変容や受容、伝播のあり方等も研究している。
2020年以降はオンラインの講演や活動も増え、ヨーロッパやアメリカの各大学の授業に参加したり、俳句や日本文化の特別授業を行うようになった。海外市民団体に向けてのセミナーも行うようになり、特にドイツ語話者のミュンヘン・アウグスブルグ合同句会並びに「日本語で話す会」では定期的にオンラインセミナーを行っている。また、デュッセルドルフ日本クラブやボストン日本人会ではセミナーの他に会報への寄稿も行っている。
大学の授業や一般向けの市民講座では、俳句や短歌等の短詩型に新海誠やジブリの各作品、また「ヴァイオレット・エヴァーガーデン」等のアニメ作品に加えて小津安二郎や溝口健二の映画、及び松任谷由実等の日本語ポップスの歌詞を関連させながら俳句独特の季節感や切り取り方等を紹介している。
愛媛ゆかりの文学・文化にも関心を抱き、愛媛新聞でのエッセイ（「四季録」2013～2014年）、愛媛文化振興財団の定期講座（2015年～）及びオンライン文化講座（2020年～）、愛媛新聞社カルチャースクール（2019年～）及び各講演を通じ、愛媛ゆかりの俳句以外に小説や詩、短歌、映画、写真、美術、アニメ、建築、著名人等にも愛媛文学・文化の豊かな魅力があることを紹介している。2021年に四国遍路ゆかりの近代俳句についてまとめた共著『四国遍路の世界』で第36回愛媛出版文化賞を受賞し、2023年には愛媛ゆかりの詩歌や文化の魅力を綴った単著『愛媛 文学の面影』東予編・中予編・南予編の三部作で第38回愛媛出版文化賞を受賞した。

## 受賞歴
出典は(青木亮人 2022)及び(リサーチマップ、青木亮人)。
- 2008：論文「「天然ノ秩序」の「連想」―正岡子規と心理学」（「連歌俳諧研究」112号、2007年）で第17回柿衞賞（兵庫県伊丹市柿衞文庫）を受賞[5]。
- 2015：単著『その眼、俳人につき　正岡子規、高浜虚子から平成まで』で第30回愛媛出版文化賞大賞（愛媛新聞社主催）を受賞[8]。
- 2015：同書で第29回俳人協会評論新人賞を同時受賞[9]。
- 2015：論文「明治期俳句革新における「写生」の内実について―高浜虚子「遠山に日の当りたる枯野かな」を例に―」で第1回俳人協会新鋭評論賞を受賞[10]。
- 2019：単著『近代俳句の諸相－正岡子規、高浜虚子、山口誓子など－』で第33回俳人協会評論賞を受賞[11]。
- 2019：松山市制施行130周年記念式典、文化振興功労者として表彰（松山の俳句文化振興に寄与）[24]。
- 2021：共著『四国遍路の世界』で第36回愛媛出版文化賞研究部門賞を受賞（担当章は「俳句・文学から見る近現代の四国遍路」）[22]。
- 2021：共著『四国遍路の世界』の業績により、愛媛大学学長賞を受賞[25]。
- 2022：個人学術研究の顕著な業績により、愛媛大学学長賞を受賞[26]。
- 2023：単著『愛媛 文学の面影』東予編・中予編・南予編で第38回愛媛出版文化賞文学部門賞を受賞[23]。
- 2023：共著『四国遍路と世界の巡礼(上)』で第38回愛媛出版文化賞研究部門賞を受賞[27]。

## 著書
出典は(リサーチマップ、青木亮人)。

### 単著
- 『その眼、俳人につき 正岡子規、高浜虚子から平成まで』（邑書林、2013年9月） ISBN 978-4897097411
- 『ＮＨＫカルチャーラジオ 俳句の変革者たち 正岡子規から俳句甲子園まで』（NHK出版、2017年4月） ISBN 978-4149109671
- 『近代俳句の諸相 ―正岡子規、高浜虚子、山口誓子など―』（創風社出版、2018年8月） ISBN 978-4860372637
- 『さくっと近代俳人入門 正岡子規・河東碧梧桐・高浜虚子編』（マルコボ.コム、2019年8月） ISBN 978-4904904480
- 『愛媛 文学の面影 中予編』（創風社出版、2022年5月） ISBN 978-4860373184
- 『愛媛 文学の面影 南予編』（創風社出版、2022年8月） ISBN 978-4860373252
- 『愛媛 文学の面影 東予編』（創風社出版、2022年8月） ISBN 978-4860373269
- 『学びのきほん　教養としての俳句』（NHK出版、2022年11月） ISBN 978-4144072871
- 『対話形式で語る近代俳人入門』（マルコボ.コム、2023年8月） ISBN 978-4904904640

### 編著
- 『コレクション都市モダニズム詩誌22 俳句・ハイクと詩2』（ゆまに書房、2012年10月） ISBN 978-4843337721

### 共著
- 『スポーツする文学』（青弓社、2009年6月）　ISBN: 978-4787291899

　・「スケートリンクの沃度丁幾　山口誓子の連作について」を担当。
- 『戦後詩のポエティクス1935-1959』（世界思想社、2009年4月）　ISBN:978-4790714033

　・「空襲／敗戦／焼跡」概説、「講座・全集間と世代間のヘゲモニー」概説、「牧野虚太郎詩集」、「東京大空襲秘録写真集」、安東次男『抵抗詩論』、『荒地詩集』1956年度版、『現代詩講座』全四巻、「日本解放詩集」、吉本隆明『転位のための十篇』を担当。
- 中川成美、石原千秋、千野帽子、清水良典、金子明雄、飯田祐子、明里千章他 著、日本近代文学会関西支部 編『村上春樹と小説の現在』和泉書院、2011年3月10日。ISBN 978-4757605824。

　・「「羊男」の描写と「歴史」の現前について」を担当。
- 『俳句のルール』（笠間書院、2017年3月）　ISBN:978-4305708403

　・「無季・自由律」を担当。
- 『新興俳句アンソロジー』（現代俳句協会青年部編、2018年12月）　ISBN:978-4781411361

　・「山口誓子」を担当。
- 『四国遍路の世界』（ちくま新書、2020年4月）　ISBN:978-4480073099

　・「俳句・文学から見る近現代の四国遍路」を担当。
- 『大学的愛媛ガイド こだわりの歩き方』（昭和堂、2020年10月）
- 『遠隔でつくる人文社会学知―2020年前期の授業実践報告―』（雷音学術出版、2020年10月）
- 『日本文学の見取り図：宮崎駿から古事記まで』（ミネルヴァ書房、2022年2月）　ISBN:978-4623092840

　・「正岡子規」を担当。
- 『四国遍路と世界の巡礼(上)』（創風社出版、2022年7月）　ISBN 978-4860373207

　・「北条の「へんろ」の墓と俳人高浜虚子」「近代短歌や俳句に見る石手寺の香煙、塔」を担当。
- 『神保町に銀漢亭があったころ』（北辰社、2023年3月）　ISBN:978-4434312540

　・「Where were you while we were getting high? ――銀漢亭に立ち寄った3月のことなど」を担当。
- 『長谷川櫂自選五〇〇句』（朔出版、2024年4月）　ISBN:978-4911090114

　・解説「黒い獣と花」を担当。
- 『四国遍路と世界の巡礼(下)』（創風社出版、2025年3月）　ISBN 978-4860373511

　・「霧と饅頭　大寶寺と種田山頭火」「香圓寺の種田山頭火」「香圓寺の自由律俳人、河村みゆき」「愛媛の椿堂と「ホトトギス」の俳人たち」を担当。

### 事典・書誌など
- 『現代詩大事典』（三省堂、2008年2月）　ISBN:978-4385153988

　・「書紀」「パテ」「ペリカン」「石原武」「塔和子」「永島卓」「中村文昭」「新倉俊一」「野沢啓」「原子修」を担当。
- 『日本語 文章・文体・表現事典』（朝倉書店、2011年6月）　ISBN:978-4254510379

　・北村透谷「蓬莱曲」抄、島崎藤村「初恋」抄、土井晩翠「暮鐘」抄を担当。
- 『兵庫近代文学事典』（和泉書院、2011年10月）　ISBN:978-4757606029

　・「岩木躑躅」「藤井紫影」「葵徳三」「綾見謙」「山田弘子」「川西和露」を担当。　
- 『京都近代文学事典』（和泉書院、2013年5月）　ISBN:978-4757606593

　・「高浜虚子」「山口誓子」「鈴鹿野風呂」「原石鼎」「日野草城」「坂本四方太」「柳田新太郎」「深津篤史」「筒井菫坡」「大浦蟻王」を担当。
- 『漱石辞典』（翰林書房、2017年5月）　ISBN:978-4877374105

　・「高浜虚子『鶏頭』序」「漱石の俳体詩」「写生、写生文」を担当。
- 『坂口安吾大事典』（勉誠出版、2022年6月）　ISBN:978-4585200796

　・「書についての話題」「第二芸術論について」「松尾芭蕉」を担当。
- 『俳句の事典』（朝倉書店、2024年10月）　ISBN: 978-4254510676

　・「近代俳句史」欄の「12 松瀬青々『宝船』創刊」「15 個人句集の刊行」「23 結社誌創刊相次ぐ（二）」「25 大正期の俳壇状況」「44 俳誌統合」、及び「歴史研究編」欄の「54 俳句総合誌」を担当。

## 論文
- Research Map 青木亮人
- 愛媛大学研究者データベース
- CiNii 青木亮人
- 国文学研究資料館国文学論文データベース

## 特筆すべき研究内容

### 明治期の正岡子規研究
明治期の正岡子規一派の「写生」作品のどの点が斬新だったかを、作品分析で初めて解明した。従来は、「子規派＝新／他の俳諧宗匠＝旧」という前提で子規派の革新運動を評価したため、同時代の宗匠作品のどの点が古く、子規派作品の何が新しかったかは不明のままだった。そのため、古いとされた俳諧宗匠側から子規派を捉えることで、子規派作品のどの点が斬新だったかを具体的に解釈した結果、子規派には前例のない型破りな作品が多く、乱暴ともいえるほどの新奇な発想に満ちていたために革新的だったことを両者の比較分析から導き出した。同時に、定説では明治期の俳諧宗匠は「旧派」と否定的に捉えられがちだが、その作風や文化には江戸俳諧の豊饒さが継承されていた可能性が高いことも指摘している。
正岡子規が「赤い椿白い椿と落ちにけり 碧梧桐」を「印象明瞭」と評し、新時代の「写生」句と称賛したのは有名だが、「赤い椿」句のどの点が斬新だったかを同時代の宗匠作品と比較分析しながら初めて解明した。
定説では、江戸時代の与謝蕪村を近代に入って最初に発見したのは正岡子規一派とされるが、子規派以前に多くの俳諧宗匠が蕪村にすでに言及しており、また蕪村句を真似た句群も散見されることを、当時の資料群を紹介しながら初めて指摘した。その上で、子規派の蕪村発見の意義を解明したのも初である。

### 昭和期の山口誓子研究
定説では、山口誓子はエイゼンシュテインのモンタージュ映画『戦艦ポチョムキン』等に示唆を得て「夏草に汽罐車の車輪来て止る」（戦前作）といった「二物衝撃」を実践したとされるが、戦前の誓子は「戦艦ポチョムキン」を観ておらず、むしろエイゼンシュテイン以外のモンタージュ映画や前衛映画に強い影響を受けていたことを初めて解明した。同時に、誓子が「夏草に汽罐車の車輪来て止る」等の連作（俳句を複数並べて詩のように一作品と見なす作風）における「モンタージュ」は、定説の「二物衝撃」と全く異なる意味で誓子が想定していたことも初めて解明している。同時に、誓子は同時代の前衛映画以外に新興写真と呼ばれる斬新な写真も好んでおり、それが誓子作品に強い影響を与えていることも初めて指摘した。
定説では、山口誓子の「スケート」連作は大阪中之島の朝日ビル屋上のスケート場であり、都市モダニズムの華やかさが強調されてきた。しかし、誓子流の「カメラの眼」は、朝日ビル屋上の華麗な都会生活と同時に貧相な設備や現実も捉えており、それが俳句における「写生」の実践でもあったことを初めて解明した。
説では、山口誓子は新興俳句に大きな影響を及ぼしたとされるが、その影響を実際に作品分析を通して証明した例はなかった。そのため、「京大俳句」関係者が誓子の「スケート」連作発表直後から作風を真似て詠んでいたことに着目し、彼らが誓子作品をなぞるように詠んだことをむしろ誇示した点に新興俳句の特徴があったことを初めて解明した。加えて、誓子作品の文体が模倣しやすい型を有した点も誓子人気の一因だったことを併せて指摘している。

### その他の俳人
自由律俳人の尾崎放哉は東京帝大法学部出身であり、法学部長の穂積陳重（宇和島藩重臣の家柄）は恩師にあたる。また、陳重の長男である穂積重遠（法学者、後の東京帝大法学部長）とは同窓だった。放哉は卒業後、恩師の穂積陳重に再就職の相談をしており、穂積の推薦で保険業界に就職した。その後、放哉が酒癖の悪さや短慮で退社した後、彼を心配する友人たちが就職の世話をした際に一役買ったのは穂積重遠である。放哉は穂積親子に二度にわたり就職の世話をしてもらっており、また放哉が亡くなった日は恩師の穂積陳重と同じ1926（大正15）年4月7日だったことを初めて指摘しながら論にまとめた。

## 人物
歴史や小説、音楽、絵画、映画、美術等が好きで、エッセイやインタビューではそれらの個人的な体験談を折に触れて紹介している。高校時代にレッド・ツェッペリンの"Rain Song"（『狂熱のライヴ』版）を繰り返し聞きながらエミール・ゾラの小説を読みふけっていると、以後は"Rain Song"が耳に入るやゾラの作品世界を瞬時に思い出すようになってしまい、両者の奇妙な連想に困惑したという。
芸術家の大竹伸朗のファンで、愛媛ゆかりの文学や文化について綴った『愛媛 文学の面影』三部作で最もページ数が多いのは南予編の大竹についての章である（大竹は宇和島在住）。また、大竹の祖母である井上てる女は本業のかたわら俳句を趣味とし、俳句結社「万緑」（中村草田男主宰）同人だった。そのてる女の俳句作品と大竹の経歴や作品を関連させて綴ったのは『愛媛 文学の面影』南予編が嚆矢である。2023年に愛媛県美術館で開催された「大竹伸朗展」では、愛媛新聞の連載企画「ワタシの大竹伸朗論」で漫画家の和田ラジヲ氏、作家の高橋久美子氏とともに寄稿した。

## 連載
連載中
- はるかな帰郷　―田中裕明論―：「静かな場所」2011～。田中裕明の詩情を論じる評論。
- 時のうつろい、句の響き：「子規新報」2018.6～。2022年までは愛媛ゆかりの文学のエッセイ、2023年以降は日本統治時代の台湾俳句についてのエッセイ。
- 季節と追憶：「氷室」2019.1～。四季折々の季節感と文学、俳句を書き綴るエッセイ。
- 句の手触り、俳人の響き：「俳句四季」2019.9～。現存俳人や物故俳人の評伝。
- 句の面影、逸話のさざめき：「俳句界」2020.1～。物故俳人の評伝。
- 小林秀雄の眼と俳句：「俳句」2024.4～。小林秀雄の評論を通じて俳句表現の特徴や本質についての評論。
- 俳句・日本文化エッセイ：「ボストン日本人会会報」2022.10～。四季折々の日本文化の風情を俳句や短歌、随筆を紹介しながら書き綴るエッセイ。
- 「台湾」の面影を訪ねて：「円座」2024.8～。日本統治時代の台湾の生活や文化を、当時の日本語俳句や文学とともに書き綴るエッセイ。
- 連歌・俳諧史：「100年俳句計画」2024.9～。鎌倉・室町時代の連歌から江戸俳諧までの通史についての評論。
- 四季の光彩：「栴檀」2025.1～。四季の季節感を様々な俳句や文学とともに書き綴るエッセイ。
- 雨読筆耕録：サイト「セクト・ポクリット」2025.4～。主に台湾文化や歴史についてのエッセイ。
- 歴史と学ぶ俳人列伝：「NHK俳句」2025.5～。室町連歌・江戸俳諧・近現代俳句の代表的な人物や作品を簡単な解説とともに紹介。

連載終了
- 俳諧いまむかし1～50：「氷室」2006.11～2011.2。俳句評論。
- あの頃、俳句は1～60：「円虹」2009.1～2013.12。俳句評論。
- 批評家たちの「写生」1～25：「翔臨」2010.2～2019.6。保田與重郎、小林秀雄等の評論を通して「写生」を考察する評論。
- 刻まれた句、漂う夢1～47：「円座」2013.2～2018.12。昭和～平成俳誌を手がかりに時代の変遷や俳句史の消長を論じる評論。
- 俳句と、周りの景色1～20：「白茅」2013.5～2020.4。詩や写真、骨董、絵画、音楽、落語等と俳句の共通点を綴るエッセイ。
- 四季録：「愛媛新聞」2013.4～2014.3。愛媛県各地のゆかりの文学、文化を綴るエッセイ。
- 会話形式で語る超近代俳句入門：「100年俳句計画」2014.7～2015.12、2017.10～2023.8。正岡子規から昭和戦前期俳句の著名俳人を論じる対話形式のエッセイ。
- 俳句遺産1～24：「現代詩手帖」2014.1～2015.12。俳句時評。
- いつでもそこに、俳句があった　郷愁の昭和俳句1～39：「俳壇」2018.1～2021.3。昭和期の暮らしや文化の変遷を、主に市井の無名俳人の俳句を紹介しながら綴る。露地・洗濯機・団地・野球・冷蔵庫・カレー・百貨店・美空ひばり・駄菓子・オートバイ・電気釜・不二家・カメラ・紙芝居・赤電話・漫画・ミシン・カツレツ・白黒テレビなどを題材とした。
- 俳句時評：「朝日新聞」2018.4～2020.3。俳句時評。
- 句の面影、今の風景1～10：「花信」2018.6～2019.12。松山を中心とした愛媛ゆかりの俳句についてのエッセイ。
- 四季のうつろい、句の香り1～6：「花鶏」2019.6～2020.4。四季それぞれの季節感を著名俳句とともに綴ったエッセイ。
- 趣味と写真と、ときどき俳句と：サイト「セクト・ポクリット」2021.1～2025.1。写真や音楽、本や映画その他の趣味についてのエッセイ。https://sectpoclit.com/category/yomimono/aoki/
- タイムトラベル　俳句の歴史1～22：「NHK俳句」2022.3～2024.3。室町連歌や江戸俳諧を経た後に明治期から昭和戦後期へ至る俳句史の消長を、各時期の俳句観の変遷や代表句とともに論じる評論。

## メディア出演等
出典は(リサーチマップ、青木亮人)。
テレビ
- The Wakey Show ポピンのとびら ひらけ！ 春の俳句：NHK Eテレ、2025.4.24。俳句の特徴や魅力についての取材協力・監修[45]。
- 小峠英二のなんて美だ！：TOKYO MX、2025.2.18、25。俳句の歴史や特徴、魅力などを解説[46]。
- クイズあなたは小学５年生より賢いの？：日本テレビ、2024.1.5。小林一茶の作品クイズについての取材協力・監修[47]。
- 秘密のケンミンSHOW極 2時間SP：読売・日本テレビ、2023.10.12。愛媛と俳句文化の関係について解説[48]。
- あさイチ　愛でたいNippon　愛媛：NHK総合、2022.7.7。俳句文芸の特徴や魅力について解説[49]。
- 俳句王国がゆく　松山編：ＮＨＫ総合、2017.10.15。道後界隈の正岡子規ゆかりの地を案内[50]。
- 学生俳句チャンピオン決定戦2017　瀬戸内の島で俳句サバイバル：ＮＨＫ総合、2017.5.28[51]。審査員。
- 四国えかとこ！　生誕150年正岡子規　苦難を楽しんだ人生：ＮＨＫ松山、2017.1.8。正岡子規の解説。
- モストのお天気歳時記：南海テレビ、2013.4～9。正岡子規の俳句解説担当[52]。
- ＮＨＫ俳句：ＮＨＫ総合、2011.8.7、10。三村純也氏のゲスト。

ラジオ
- ことばの花束：エフエムいたみ、2010～定期出演中。各回ごとに俳句を数句紹介。
- 坂の上のラジオ：南海放送、2022.10.15。愛媛に一時疎開した獅子文六について語る[53]。
- 安住紳一郎の日曜天国：TBSラジオ、2022.7.24。季語についてのコメント。
- 坂の上のラジオ：南海放送、2020.9.11。正岡子規について語る[54]。
- 坂の上のラジオ：南海放送、2019.10.5,12。松山藩出身の正岡子規や高浜虚子、秋山兄弟等について語る[55]。
- ＮＨＫカルチャー　俳句の変革者たち：ＮＨＫラジオ、2017.4～7。近現代俳句史を解説[56]。
- 赤シャツの逆襲2　ドラマ＆シンポジウム：南海放送、2016.5.29。松山時代の漱石について語る[57]。
- 近代国家の形成、子規と帝国大学：南海放送、2016.3.6。明治期の帝国大学と正岡子規についてのシンポジウム。
- 一筆差し上げ候　正岡子規の書簡：南海放送、中四国ライブネット、2014.9.14。子規の人となりや彼の書簡についてのコメントなど[58]。
- えひめ・熱中・夢中人：エフエム愛媛、2013.2.2、9。中村時広知事との対談。

一般商業誌・情報誌・企業誌等（新聞、俳句雑誌以外）
- 「金曜日」1499,2024.11.29：高濱虚子の生誕150周年特集で、俳人としての業績の特色を論じた。
- 「VISA」578,2024.9：住友VISAカード会員情報誌「VISA」の俳句特集のインタビュー。史上の名作のコメントと、連歌から現代俳句に至るポイントなどのインタビュー。
- 「水の文化」73,2023.2：ミツカン発行の「水の文化」の特集「芸術と水」のインタビュー。俳句の歴史や特徴、「水」の俳句の魅力などを語った[59]。
- 「サライ」2022.7：俳句特集のインタビューと執筆。俳句史について、松山と近代俳句の関係などを語った。特集内の松山・三津浜と俳句の関係記事は青木『愛媛 文学の面影』中予編を踏まえた内容で、特集記事内の芭蕉から虚子句の寸評も担当した[60]。